# Liste de peintures de Pierre-Jacques Cazes
Cette page dresse la liste des peintures de Pierre-Jacques Cazes, peintre français du XVIIIe siècle.

## Liste
| Image | Titre                                                                      | Date           | Techniques et dimensions         | Commentaire | Lieu de conservation                             | Référence |
| ----- | -------------------------------------------------------------------------- | -------------- | -------------------------------- | --- | ------------------------------------------------ | --------- |
|       |                                                                            |                |                                  | |                                                  |           |
|       | La Vision de Jacob en Egypte                                               | 1699           | Huile sur toile 97,5 x 131 cm    | Tableau lauréat du Grand prix de l'Académie royale de Peinture et de Sculpture                                                 | Paris, École nationale supérieure des Beaux-Arts |           |
|       | La Fidélité                                                                | vers 1700      | Huile sur toile 31,8 x 40 cm     | Attribué | Londres, The Victoria and Albert Museum          |           |
|       | La Résurrection du Christ (modello)                                        | vers 1700-1710 | Huile sur toile                  | Tableau préparatoire pour le maître-autel de la chapelle du Collège de Clermont, à Paris                                       | Paray-le-Monial, musée du Hiéron                 |           |
|       | Hercule et Achéloos                                                        | 1703           | Huile sur toile                  | Morceau de réception à l'Académie royale de peinture et de sculpture                                                           |                                                  |           |
|       | Sainte Cécile                                                              | 1704           | Huile sur toile 146 x 114 cm     | | Collection particulière                          |           |
|       | Sainte Cécile                                                              | vers 1704      | Huile sur toile 141 x 112 cm     | | Paris, église Saint-Médard                       |           |
|       | Le Christ et la Cananéenne ou La Guérison de l'hémorroïsse (modello)       | 1706           | Huile sur toile 101 x 80 cm      | | Paris, cathédrale Notre-Dame                     |           |
|       | Le Christ et la Cananéenne ou La Guérison de l'hémorroïsse                 | 1706           | Huile sur toile 444 x 356 cm     | May des orfèvres pour la cathédrale Notre-Dame de Paris                                                                        | Arras, musée des Beaux-Arts                      |           |
|       | Le Christ et la Cananéenne ou La Guérison de l'hémorroïsse (réduction)     | 1706           | Huile sur toile 93 x 71,5 cm     | | Collection particulière                          |           |
|       | Le Christ et la Cananéenne ou La Guérison de l'hémorroïsse (réduction)     | 1706           | Huile sur toile 133 x 99 cm      | | Collection particulière                          |           |
|       | L'Adoration des mages                                                      | 1712           | Huile sur toile ? x 260 cm       | Peint pour le couvent du Petit Saint-Antoine, à Paris                                                                          | Saint-Symphorien-de-Lay, église Saint-Symphorien |           |
|       | Saint Pierre ressuscitant la fille de Tabitha (réduction)                  | 1720           | Huile sur toile 92 x 73 cm       | Réduction d'un tableau peint pour servir de « May » de l'église abbatiale de Saint-Germain-des-Prés                            | Paris, musée du Louvre                           |           |
|       | La Naissance de Bacchus                                                    | vers 1720      | Huile sur toile 80 x 110 cm      | | Paris, musée Carnavalet                          |           |
|       | L'Enlèvement d'Europe                                                      | vers 1720      | Huile sur toile 80 x 110 cm      | | Paris, musée Carnavalet                          |           |
|       | Bacchus et Ariane                                                          | 1724           | Huile sur toile 100 x 90 cm      | Peint pour la galerie de l'Hôtel du Grand Maître, à Versailles                                                                 | Versailles, Hôtel de Ville                       |           |
|       | Jésus retrouvé par ses parents au temple                                   | 1725           | Huile sur toile 326 x 191 cm     | Saisi à la Révolution au couvent des Nouvelles Catholiques, à Rouen                                                            | Rouen, musée des Beaux-Arts                      |           |
|       | La Naissance de Vénus                                                      | 1727           | Huile sur toile 119,7 x 180,3 cm | Réplique du tableau peint pour le grand Concours de 1727                                                                       | Barnard Castle, Bowes Museum                     |           |
|       | La Mort de saint Joseph                                                    | vers 1730      | Huile sur toile 82,9 x 71,9 cm   | | Québec, Augustines de l'Hôtel-Dieu de Québec     |           |
|       | Le Christ exposant son Sacré-Cœur à Marguerite Marie Alacoque              | vers 1730      | Huile sur toile 155 x 123 cm     | | Québec, Ursulines de Québec                      |           |
|       | Bacchus et Ariane                                                          | vers 1730-1740 | Huile sur toile 66,6 x 86,6 cm   | | Bath, The Holburne Museum                        |           |
|       | Famille royale demandant protection à saint Grégoire le grand              | 1731           | Huile sur toile 128 x 96 cm      | | Davron, prieuré Sainte-Madeleine                 |           |
|       | Danse villageoise                                                          | 1732           | Huile sur toile 97,5 x 88,5 cm   | Peint pour le Petit cabinet du roi à Versailles                                                                                | Paris, musée du Louvre                           |           |
|       | La Balançoire                                                              | 1732           | Huile sur toile 97 x 88 cm       | Peint pour le Petit cabinet du roi à Versailles                                                                                | Paris, musée du Louvre                           |           |
|       | La Pentecôte                                                               | 1736           | Huile sur toile 288 x 145 cm     | | Saint-Aubin-d'Ecrosville, église Saint-Aubin     |           |
|       | La Charité présentant des officiers et des soldats à Louis XIV (grisaille) | vers 1736      | Huile sur toile 59,2 x 49 cm     | Préparatoire à une gravure de Cochin pour illustrer un ouvrage de Jean-Joseph Granet, Histoire de l'Hôtel royal des Invalides. | Caen, musée des Beaux-Arts                       |           |
|       | Le Jugement de Pâris                                                       | Avant 1746     | Huile sur toile 160 x 210 cm     | | Potsdam, Palais de Sanssouci                     |           |
|       | La Toilette de Vénus (esquisse)                                            | Avant 1748     | Huile sur toile 74 x 93 cm       | | Nevers, musée de la Faïence                      |           |
|       | La toilette de Vénus                                                       | Avant 1748     | Huile sur toile 79,5 x 97,8 cm   | | Potsdam, Palais de Sanssouci                     |           |
|       | La Multiplication des pains                                                | 1748           | Huile sur toile 320 x 190 cm     | | Pierrelatte, église Saint-Jean-Baptiste          |           |
|       | La Conversion de saint Paul (esquisse)                                     | 1751           | Huile sur toile                  | Esquisse pour un tableau destiné à l'église des Prêtres de l'Oratoire, à Paris                                                 | Collection particulière                          |           |
|       | La Madeleine aux pieds du Christ ou Le repas chez Simon                    |                | Huile sur toile 80 x 100 cm      | | Saint-Pétersbourg, musée de l'Ermitage           |           |
|       | La Madeleine aux pieds du Christ ou Le repas chez Simon                    | 1751           | Huile sur toile 230 x 460 cm     | Peint pour le réfectoire de l'abbaye de Marchiennes                                                                            | Douai, église Saint-Pierre                       |           |
|       | Le Sanhédrin (fragment)                                                    | vers 1751      | Huile sur toile 23,5 x 32 cm     | | Dijon, musée Magnin                              |           |
|       | Nicolas V au tombeau de saint François d'Assise                            |                | Huile sur toile 227 x 162 cm     | | Batz-sur-Mer, église Saint-Guénolé               |           |
|       | L'Enlèvement d'Europe                                                      |                | Huile sur toile 89 x 100 cm      | | Potsdam, Palais de Sanssouci                     |           |
|       | Bacchus et Ariane                                                          |                | Huile sur toile 72 x 95 cm       | | Potsdam, Palais de Sanssouci                     |           |
|       | La Madeleine repentante                                                    |                | Huile sur toile                  | | Villeneuve-sur-Yonne, église de l'Assomption     |           |
|       | Télémaque chez Calypso                                                     |                | Huile sur toile 82 x 100 cm      | | Rennes, musée des Beaux-Arts                     |           |
|       | Léda et le cygne                                                           |                | Huile sur toile 51 x 67 cm       | | Marseille, musée des Beaux-Arts                  |           |
|       | Enfants jouant avec des oiseaux                                            |                | Huile sur toile 82 x 138 cm      | | Rennes, musée des Beaux-Arts                     |           |
|       | Ozias offre à Judith les trésors d'Holopherne                              |                | Huile sur toile 98 x 130,5 cm    | | Carcassonne, musée des Beaux-Arts                |           |
|       | Le Christ au jardin des oliviers                                           |                | Huile sur toile 300 x 160 cm     | | Angers, Évêché                                   |           |
|       | La Toilette de Vénus                                                       |                | Huile sur toile 84 x 126 cm      | | Luxembourg, musée national d'Histoire et d'Art   |           |
|       | Saint François recevant les stigmates                                      |                | Huile sur toile 225 x 160 cm     | | Québec, église Saint-Michel de Sillery           |           |
|       | Saint François                                                             |                | Huile sur toile 81 x 65 cm       | | Collection particulière                          |           |
|       | Saint Jean l'Évangéliste                                                   |                | Huile sur toile 81 x 65 cm       | | Collection particulière                          |           |
|       | Vénus et l'Amour                                                           |                | Huile sur toile                  | | Sacramento, Crocker Art Museum                   |           |
|       | Le sacrifice de Polyxène                                                   |                | Huile sur toile 141 x 95 cm      | | Orléans, musée des Beaux-Arts                    |           |